# خافيير توليدو
خافيير توليدو (بالإسبانية: Javier Toledo)‏ (24 أبريل 1986 في الأرجنتين - ) هو لاعب كرة قدم أرجنتيني في مركز الهجوم. لعب مع أتلتيكو باراناينسي والنادي الأهلي وبنيارول وتشاكاريتا جيونيورز وروزاريو سنترال وكولو-كولو وLobos BUAP ‏ وديبورتيفو كوينكا وسارمينتو دي خونين.

## وصلات خارجية
- خافيير طوليدو على موقع قاعدة بيانات كرة القدم.إي يو (الإنجليزية)
- خافيير طوليدو على موقع Soccerway.com (الإنجليزية)